# Orchha

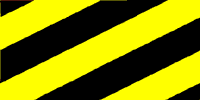
Orchhas flagga.

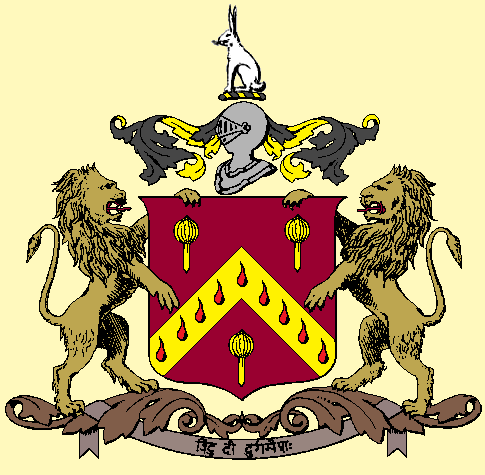
Vapen.

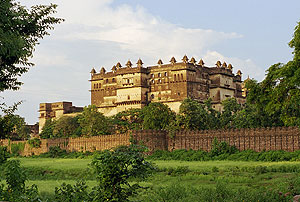
Furstens palats i Orchha.

Furstendömet Orchha utgjordes av en liten stad i nuvarande indiska delstaten Madhya Pradesh samt ett omgivande territorium av 5 387 km² på en platå omgiven av lägre berg, någon mil söder om Jhansi i nuvarande Uttar Pradesh, vilka omgav staden. 
Furstendömet grundlades av fursten Bir Singh Deo 1605 och styrdes sedan av dennes rajputiska ättlingar i hinduiska dynastin Bundela.